# Juliette Jouhet
 (mars 2020).
Pour l’article homonyme, voir Jouhet.
Juliette Jouhet est une chercheuse en biologie végétale travaillant pour le CNRS. Elle est récipiendaire de la Médaille de bronze du CNRS 2017.

## Biographie
Jouhet obtient son doctorat en biologie à l'université Joseph-Fourier de Grenoble. Puis elle effectue un post-doctorat à  l’université de Cambridge.
En 2010 elle intègre le CNRS au sein du Laboratoire de physiologie cellulaire et végétale (LPCV) et travaille sur le rôle et les propriétés des galactolipides dans la construction des membranes des cellules végétales (soutenu par un financement Jeunes Chercheurs de l’Agence nationale de la recherche).
Elle est aussi coresponsable de l’équipe Biogenèse.

## Distinctions et récompenses
- Médaille de bronze du CNRS (2017)